# Grace Muneene
Grace Muneene (sinh ngày 12 tháng 10 năm 1954) là một vận động viên chạy nước rút người Zambia. Bà đã thi đấu ở nội dung 400 mét nữ tại Thế vận hội Mùa hè năm 1972.